# Jaroslav Pružinec
Jaroslav Pružinec (* 29. dubna 1934) byl český a československý politik Komunistické strany Československa a poúnorový poslanec Národního shromáždění ČSSR a Sněmovny lidu Federálního shromáždění, který proslul jako představitel konzervativního křídla KSČ odmítajícího filmová díla československé nové vlny.

## Biografie
K roku 1968 se zmiňuje coby zedník z obvodu Plzeň-město západ. Ve volbách roku 1964 byl zvolen za KSČ do Národního shromáždění ČSSR za Západočeský kraj. V Národním shromáždění zasedal až do konce volebního období parlamentu v roce 1968.
V květnu 1967 proslul jako představitel konzervativního směru v KSČ, když při interpelaci v Národním shromáždění kritizoval film Sedmikrásky od Věry Chytilové a O slavnosti a hostech od Jana Němce. V projevu konstatoval: „Jsme přesvědčeni o tom, že dva filmy, které jsme viděli a které podle Literárních novin mají mít premiéru v tomto měsíci, ukazují "zásadní cestu našeho kulturního života", po které žádný poctivý dělník, rolník a inteligent jít nemůže a nepůjde. Protože dva filmy "Sedmikrásky" a "O slavnosti a hostech" natočené v čs. ateliérech na Barrandově nemají s naší republikou, socialismem a ideály komunismu nic společného.“ Dodal pak mimo jiné: „Ptáme se režiséra Němce a Chytilové, jaké pracovní, politické a zábavné poučení přinesou tyto zmetky našemu pracujícímu lidu v továrnách, na polích, na stavbách a na ostatních pracovištích. My se ptáme z tohoto místa všech těchto "také kulturních pracovníků", jak dlouho ještě všem poctivě pracujícím budete otravovat život, jak dlouho budete ještě šlapat po socialistických vymoženostech, jak dlouho si budete hrát s nervy dělníků a rolníků a vůbec, jakou demokracii zavádíte?“ Ve své interpelaci požádal o jejich stažení z kin, vyvození důsledků pro autory těchto snímků a zároveň vyslovil kritiku i dalších soudobých filmů. Interpelaci podepsalo 21 poslanců.
Celá záležitost měla závažnou dohru, která přesáhla původní rámec izolované výtky vůči dvěma filmovým dílům. Vláda sice podnět Pružince oficiálně odmítla, ale u obou filmů došlo k provedení cenzurních zásahů (omezení distribuce a propagace). V červnu 1967 následovala protireakce, když několik režisérů zaslalo kvůli tomuto kroku protestní dopis ministru Karlu Hoffmannovi. Tento dopis přečetl Václav Havel veřejně na IV. sjezdu československých spisovatelů konaném v té době. Šlo tak o jeden ze spouštěčů výrazného opozičního hnutí v řadách kulturní obce.
Po federalizaci Československa usedl Pružinec roku 1969 do Sněmovny lidu Federálního shromáždění (volební obvod Plzeň-město západ), kde setrval konce volebního období parlamentu, tedy do voleb roku 1971.